# 天祖神社 (墨田区)
天祖神社（てんそじんじゃ）は、東京都墨田区の神社。地名を冠して押上天祖神社（おしあげてんそじんじゃ）とも称される。

## 歴史
創建年代は不明である。ただ延元年間（1336年 - 1340年）には既に祀っていたという。後花園天皇時代（室町時代中期）に「神明社」と称している。徳正寺が別当寺であったが、明治期の神仏分離により、徳正寺から切り離された。後に徳正寺は葛飾区に移転している。
1923年（大正12年）の関東大震災に罹災し、1928年（昭和3年）の区画整理で現在地に再建された。1945年（昭和20年）の空襲で再度焼失した。1952年（昭和27年）に社殿が再建された。
当社には神輿がある。1898年（明治31年）に作られたもので、震災や戦災の難を免れて現存している。

## 交通アクセス
- 押上駅A2出口より徒歩3分（経路案内）。